# Santa Maria del Carmine (Pavia)

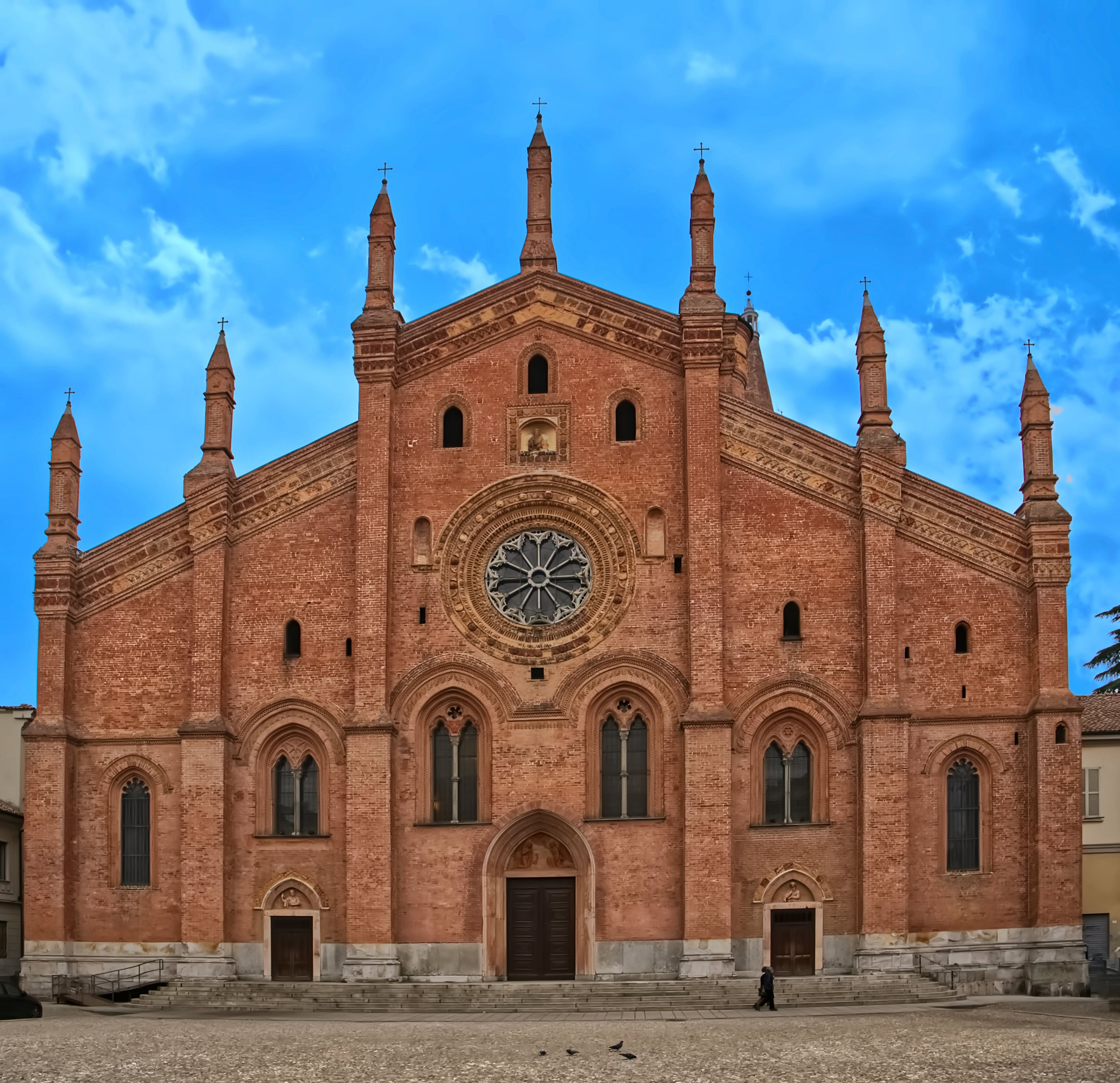
Fassade der Kirche Santa Maria del Carmine

Die römisch-katholische Kirche Santa Maria del Carmine ist eines der größten Gotteshäuser Pavias und ein bemerkenswertes Beispiel der lombardischen Gotik. 1374 wurde mit dem Bau begonnen. Die Arbeiten schritten nur langsam voran, so dass die Kirche erst 1461 fertiggestellt wurde, die Fassade sogar erst 1490.

## Geschichte
Eine Vorgängerkirche mit dem Patrozinium Santa Maria del Carmine in Pavia wurde 1298 geweiht, sie befand sich im nördlichen Teil der Stadt, wo heute das Castello Visconteo steht. 1364 mussten die Karmeliten die Kirche verlassen, die abgerissen wurde, um der Baustelle des Castello Visconteo Platz zu machen. Galeazzo II. Visconti entschädigte jedoch die Karmeliten, indem er ihnen die Kirche Santi Faustino e Giovita schenkte (seit mindestens 1105 dokumentiert) und den Bau einer neuen und größeren Kirche finanzierte. Ab 1373 begannen die Karmeliten mit dem Bau der neuen Kirche, der sich über ein Jahrhundert hinzog, da sie neben der Kirche Santi Faustino e Giovita auch die Kirche San Colombano minore (oder San Colombano de Cellanova) abreißen mussten, eine alte Kirche, die im 8. Jahrhundert gebaut wurde und ursprünglich von den Columbaner-Mönchen der Abtei Bobbio verwaltet wurde, aber bereits 1346 aufgelöst wurde.
Das Bauprojekt wurde Bernardo da Venezia anvertraut, der bereits das Castello Visconteo gebaut hatte. Im Jahr 1390 gab Gian Galeazzo Visconti eine große Spende für den Bau der Kirche, aber in jenen Jahren verursachte der Baubeginn der Certosa di Pavia eine Verlangsamung der Arbeiten, weil viele Handwerker von der neuen Baustelle angezogen wurden.
1397 wählte Francesco Barbarava, Schatzmeister von Gian Galeazzo Visconti, den Hauptaltar der Kirche als Grabstätte für seine Familie und spendete für die Baustelle der Kirche bedeutende Geldsummen. Trotz der reichen Schenkung wurden die Arbeiten im 15. Jahrhundert recht langsam fortgesetzt.
Die Kirche wurde 1461 fertiggestellt, die Fassade erst 1490. Die 16 Seitenkapellen, die die Kirchenschiffe flankieren, wurden zwischen 1450 und 1498 erbaut, einige Kapellen wurden von aristokratischen Familien Pavias finanziert, zwei von den  Zünften der Wollarbeiter und der Metzger. Die Kapelle des hl. Sebastian wurde 1509 von Studenten aus Frankreich, Flandern und den deutschsprachigen Ländern, die die Universität von Pavia besuchten, als Begräbnisstätte ausgewählt.
1799 mussten die Karmeliten die Kirche verlassen, die in eine Pfarrkirche umgewandelt wurde. 1811 wurden die Reliquien des seligen Bernhardin von Feltre, die zunächst im Kloster San Giacomo della Vernavola in Pavia aufbewahrt wurden, in die Kirche gebracht. 1823 hatte die Kirche über 36 Priester, eine Zahl, die in den folgenden Jahren drastisch zurückging und sich bereits 1845 auf einen Pfarrer und drei weitere Priester reduziert hatte. Im Laufe des 19. Jahrhunderts stieg die Zahl der Einwohner der Pfarrei an: 1807 3847, 1845 4600 und 1877 5040.

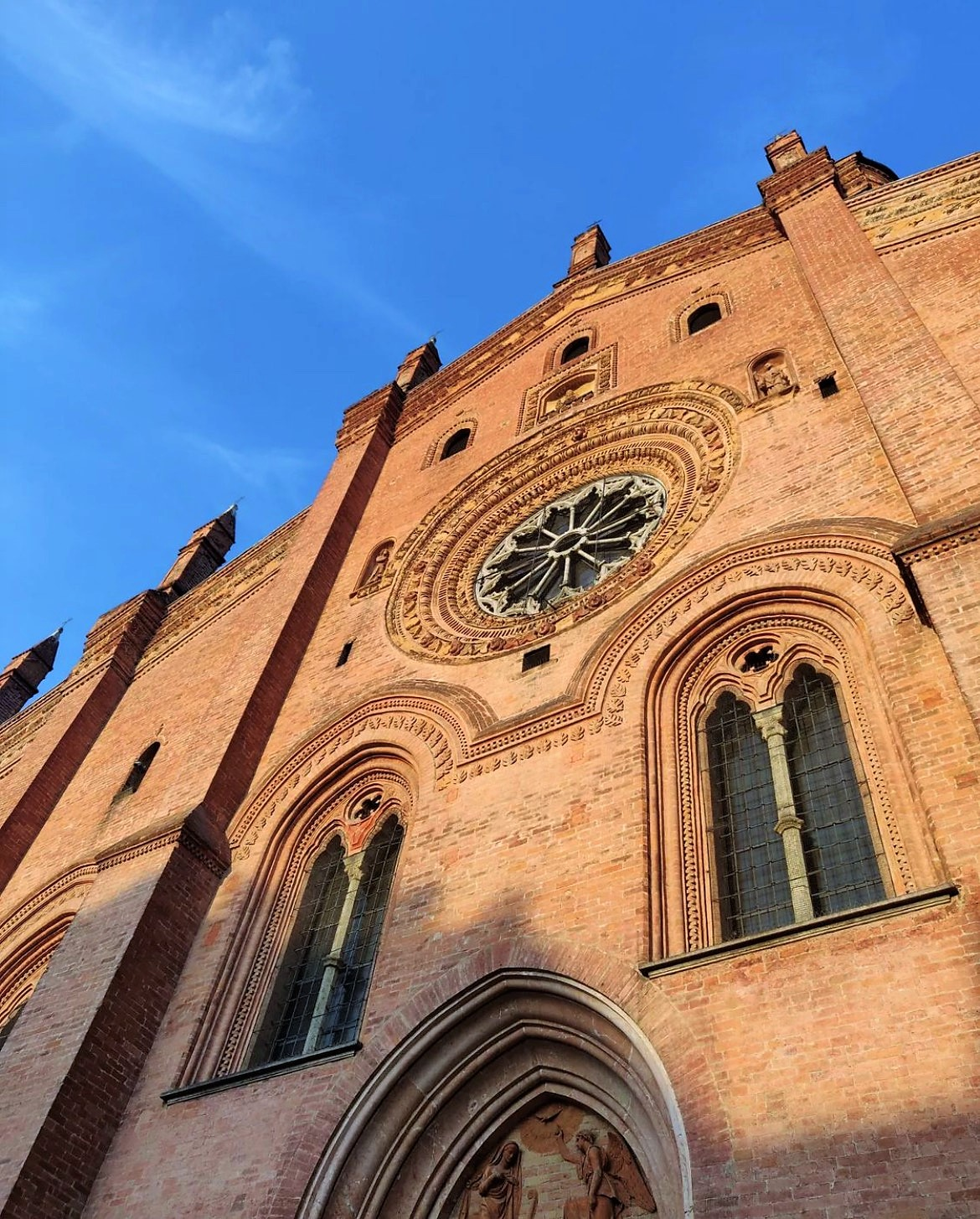
Detail der Fassade.
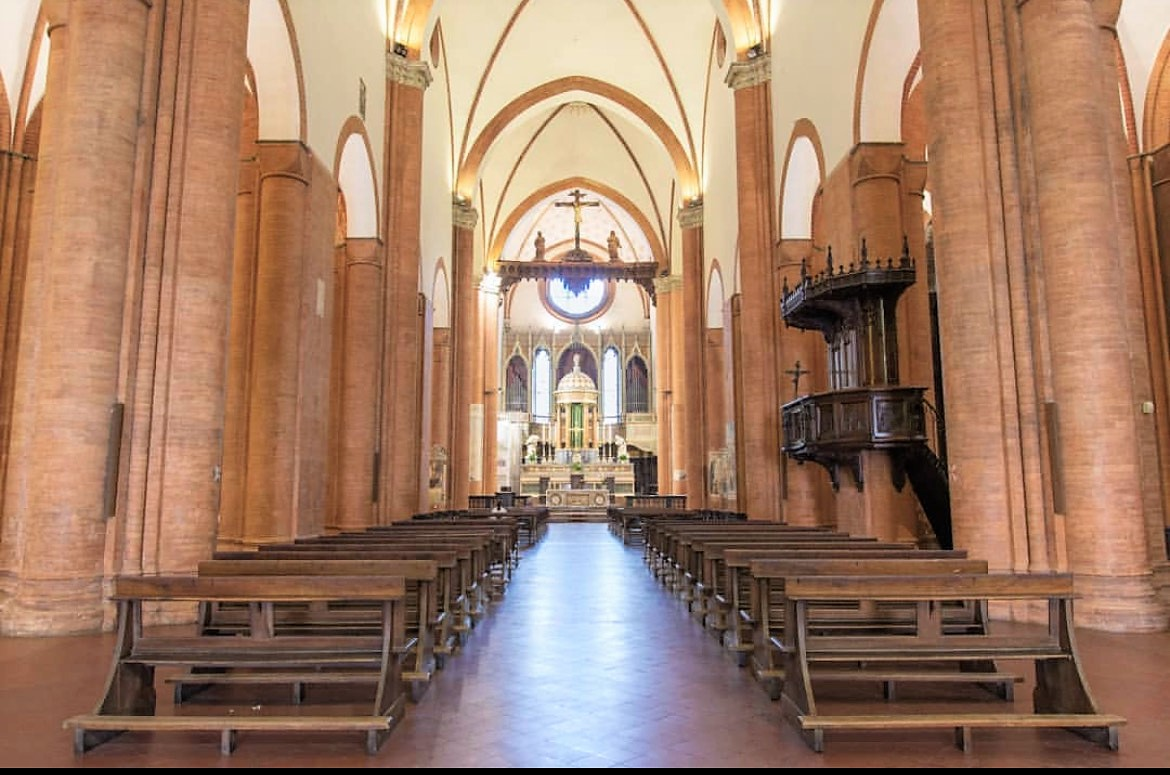
Innenansicht.
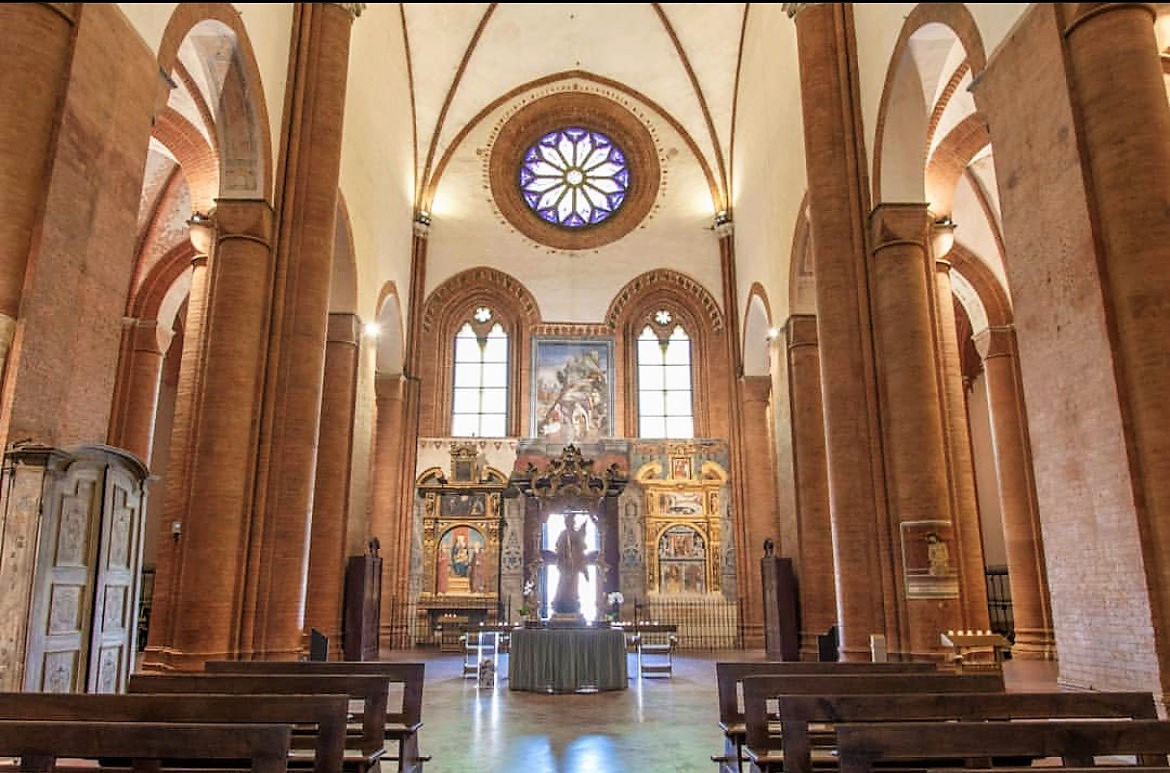
Gegenfassade.
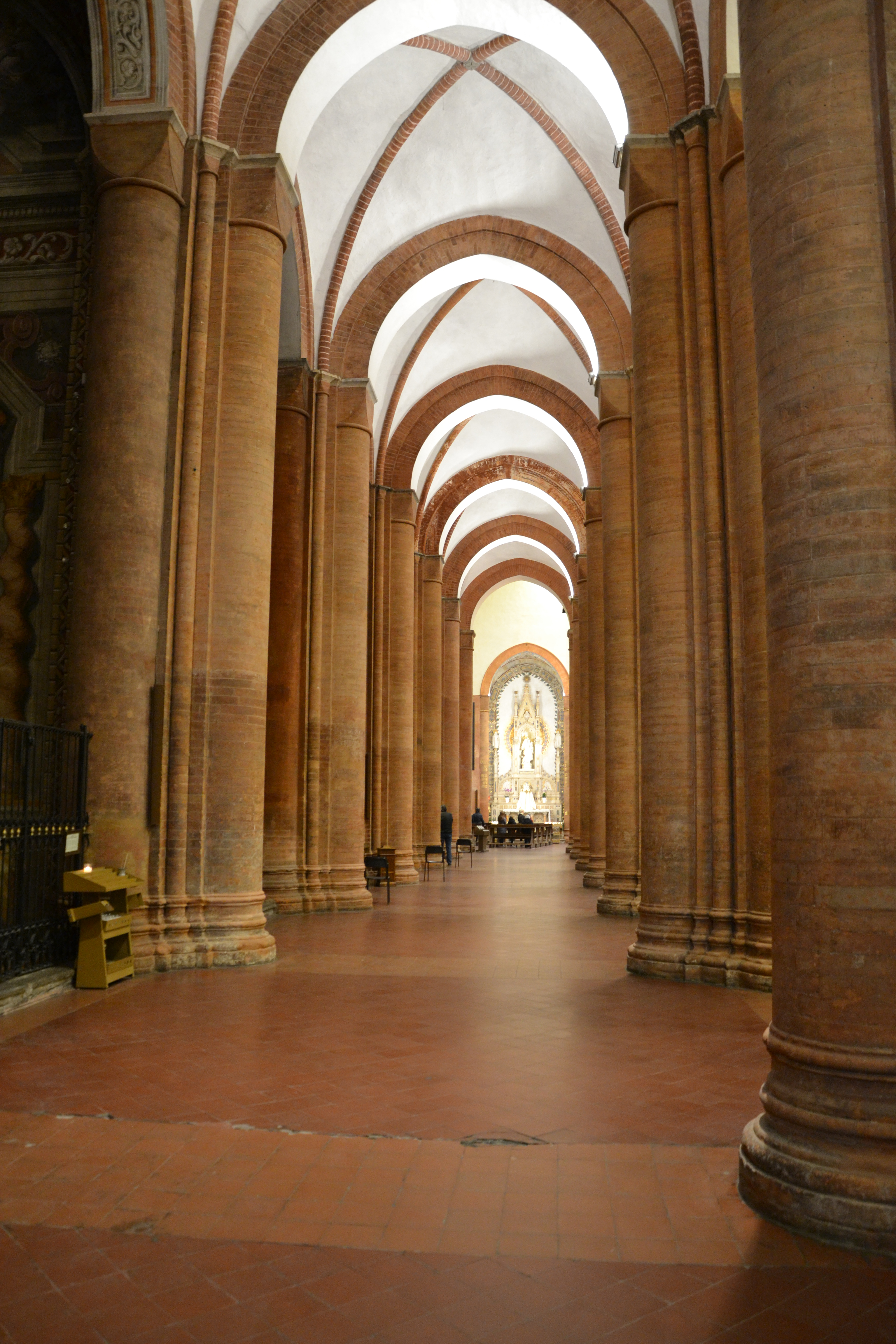
Eines der kleineren Seitenschiffe.

## Bauwerk
Die Fassade weist Merkmale der lombardischen romanischen Architektur auf, wie das Doppeldach, aber im gotischen Stil neu interpretiert. Die Basis der Fassade ist mit einem hohen Sockel aus Serizzo ausgestattet, über dem sich fünf Pfeiler erheben, die die Fassade in fünf vertikale Räume teilen. Die drei Portale der Kirche wurden 1854 von Luigi Marchesi restauriert (mit dem Zusatz von Basreliefs in den Lünetten). Über den Portalen befinden sich vier große Doppelfenster mit Spitzbogen und im äußersten Teil zwei einbogige Fenster. Der zentrale Teil der Fassade wird von einer Terrakotta-Rosette eingenommen, deren Rahmen mit Engelsfiguren geschmückt ist. An den Seiten der Rosette befinden sich zwei Nischen, in denen die Statuen des Erzengels Gabriel und der Jungfrau Maria untergebracht sind. Über der Rosette befindet sich eine von einem quadratischen Rahmen umgebene Nische mit einem Terrakotta-Relief, das Gott darstellt. Diese Statuen sind stilistisch auf Schüler von Giovanni Antonio Amadeo zurückzuführen.
Die Kirche hat einen rechteckigen Grundriss in Form eines lateinischen Kreuzes mit drei Schiffen, flankiert von quadratischen Kapellen. Die Größe der Anlage ist bemerkenswert: fast 80 Meter lang und 40 Meter breit. Die großen Dimensionen der Kirche sind mit der Zugehörigkeit zu den Karmelitern verbunden, einem Orden von Predigermönchen. Die Proportionen der Konstruktion basieren auf dem quadratischen Modul, das die Verwendung eines einzelnen quadratischen Grundelements vorsieht, das sich in Breite, Länge und Höhe wiederholt. Das Mittelschiff, doppelt so hoch wie die kleineren Seitenschiffe, ist in vier quadratische Spannweiten unterteilt, die in den Seitenschiffen wiederum in zwei kleinere und immer quadratische Spannweiten unterteilt sind, die wiederum auf zwei Kapellen mit immer quadratischem Grundriss geöffnet sind. Die Decke der Kirche besteht aus einem gotischen Kreuzrippengewölbe.

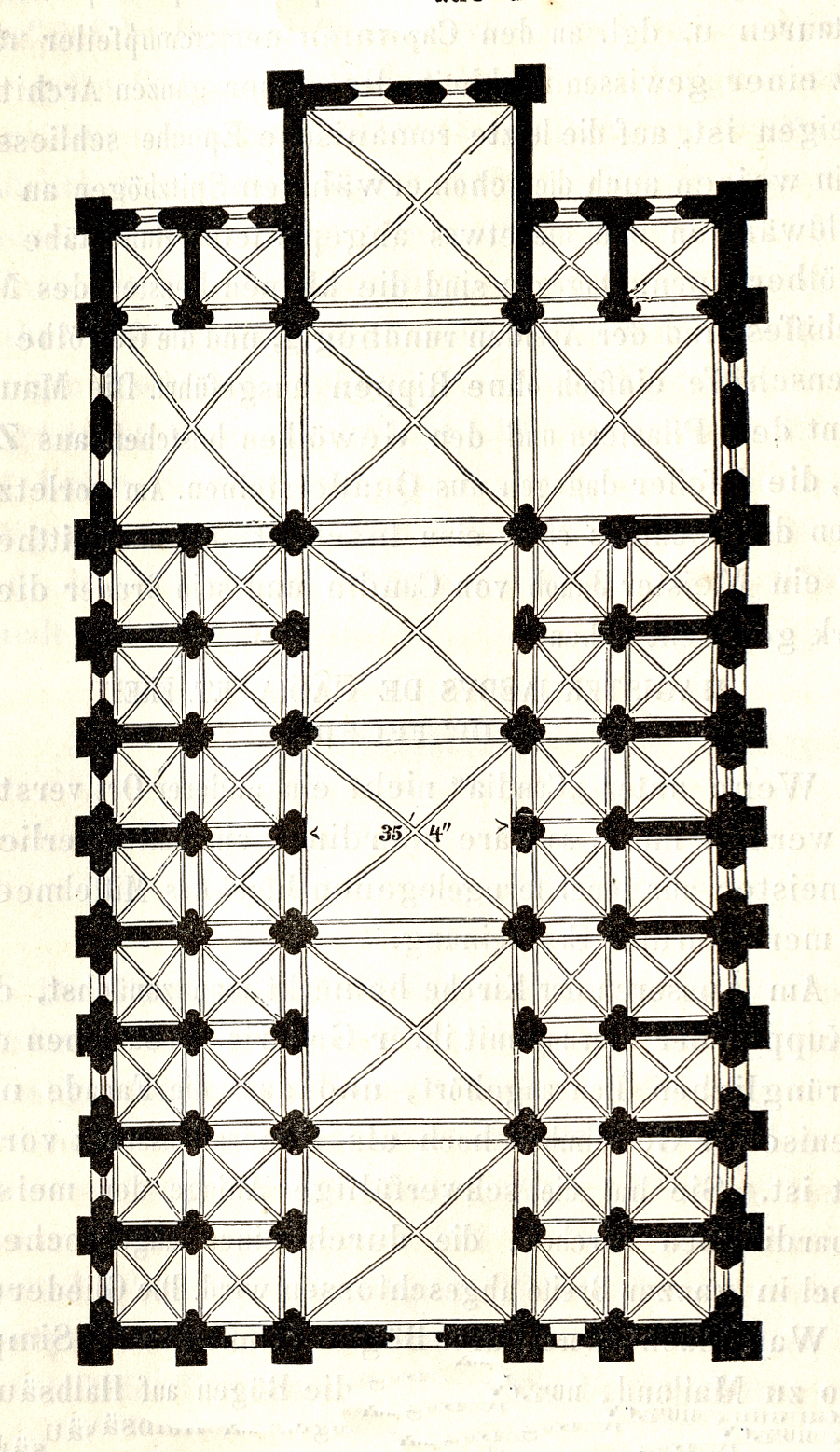
Grundriss

Im Presbyterium befindet sich der Altere Major aus weißem Marmor, der 1832 im klassizistischen Stil renoviert wurde. Hinter dem Altar, auf einem neugotischen Balkon, befindet sich die Orgel, die 1836 von den Gebrüdern Lingiardi geschaffen und 1872 umgebaut wurde. Das einzige überlebende Element des mittelalterlichen Altars ist ein Tabernakel aus Stein, mit dem Bild der Madonna, das an der linken Wand des Presbyteriums eingemauert ist. In der Apsis, über dem Hochaltar, befindet sich ein Buntglasfenster, in dessen Mitte die zwischen 1482 und 1489 geschaffene thronende Madonna mit dem Kind zu sehen ist. Der Zeichnung mit der Madonna wurde Vincenzo Foppa zugeschrieben. Ursprünglich waren fast alle Kirchenfenster mit Buntglasfenster ausgestattet, die im Laufe der Zeit verloren gingen.
Auf dem Bogen des Presbyteriums befindet sich ein großer Holzbalken aus geschnitzter Eiche, der ein Kruzifix trägt, das von den Statuen der Madonna und des Heiligen Johannes umgeben ist, ein zwischen 1638 und 1645 angefertigtes Werk des Bildhauers Giovanni Battista Trucazzano.
Im Querschiff, an der linken Wand, gibt es zahlreiche und wertvolle Votivfresken, die Michelino-Schülern aus Besozzo zugeschrieben werden und etwa zwischen 1410 und 1440 datiert sind, und ein Altarbild von Bernardino Lanzani mit Jesus Kind zwischen der Madonna, der SS. Anna, Joachim, Johannes der Evangelist gemalt im Jahre 1515. An der rechten Seitenwand des Querschiffs befindet sich die Fassade mit barockem Stuck aus der Sakristei, die 1576 vom Grafen Camillo Pietra errichtet wurde.
Entlang des rechten Schiffs befinden sich acht Kapellen, darunter die Kapelle des Schutzengels (die vierte). Die Kapelle ging 1691 unter die Kontrolle der Familie Bonati aus Pavia über, die sie erneuern ließen, indem sie Sebastiano Ricci ein großes Altarbild gab, das den Schutzengel darstellt, ein Werk, das 1694 fertiggestellt wurde und in einem reichen vergoldeten barocken Rahmen eingeschlossen ist.
Die sechste Kapelle, die von der Zunft der Wollarbeiter finanziert und der heiligen Anna gewidmet ist, bewahrt das Altarbild der heiligen Anna, ein Werk von Guglielmo Caccia von 1618, und ein Öl auf Leinwand, gemalt von Filippo Abbiati, Die Jungfrau Maria erscheint dem Papst Honorius III.
In der Gegenfassade befindet sich ein Gemälde aus der zweiten Hälfte des 15. Jahrhunderts mit der Darstellung der Maria zwischen den Heiligen Julius von Novara und Antonius der Große in einem vergoldeten Holzrahmen aus dem frühen 16. Jahrhundert. Volksfrömmigkeit hat dem Gemälde wundersame Kräfte verliehen, und um es herum entstanden Anekdoten und Legenden. Auf der rechten Seite des Gemäldes befindet sich ein Fresko (aus der zweiten Hälfte des 16. Jahrhunderts), das in einem vergoldeten gemalten Rahmen eingeschlossen ist, der den hölzernen Rahmen aufgreift, in dem fünf Darstellungen der Wunder, die diese Madonna vollbringen würde, eingefügt wurden. Dazu gehört die Rettung von einem Schiffbruch im Tessin in vollem Umfang.
Der Glockenturm wurde um 1450 fertiggestellt und ist 75 Meter hoch. Die Glockenstube ist auf jeder Seite mit Dreibogigen mit Marmorsäulen geschmückt.

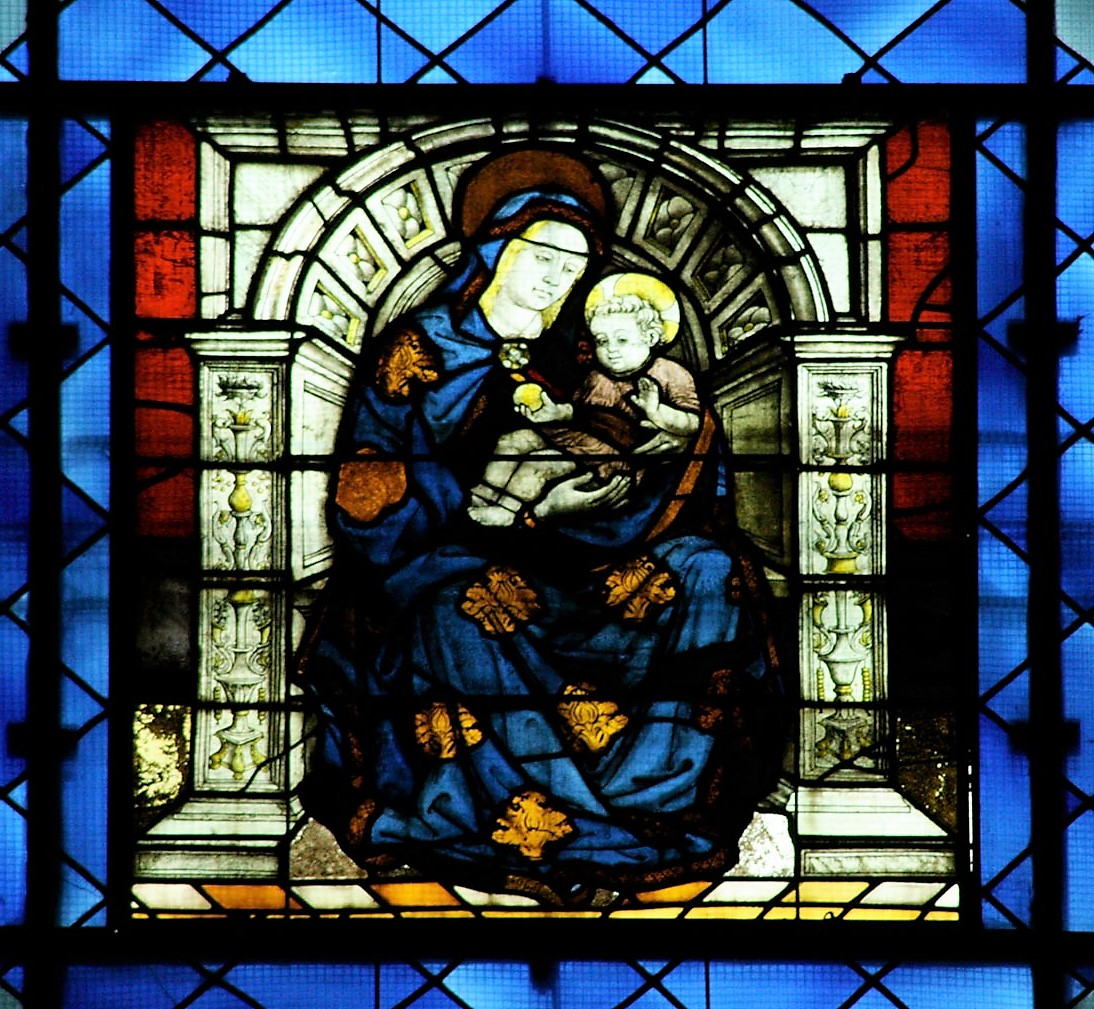
Madonna mit dem Kind, 1482–1489, nach Zeichnung von Vincenzo Foppa.
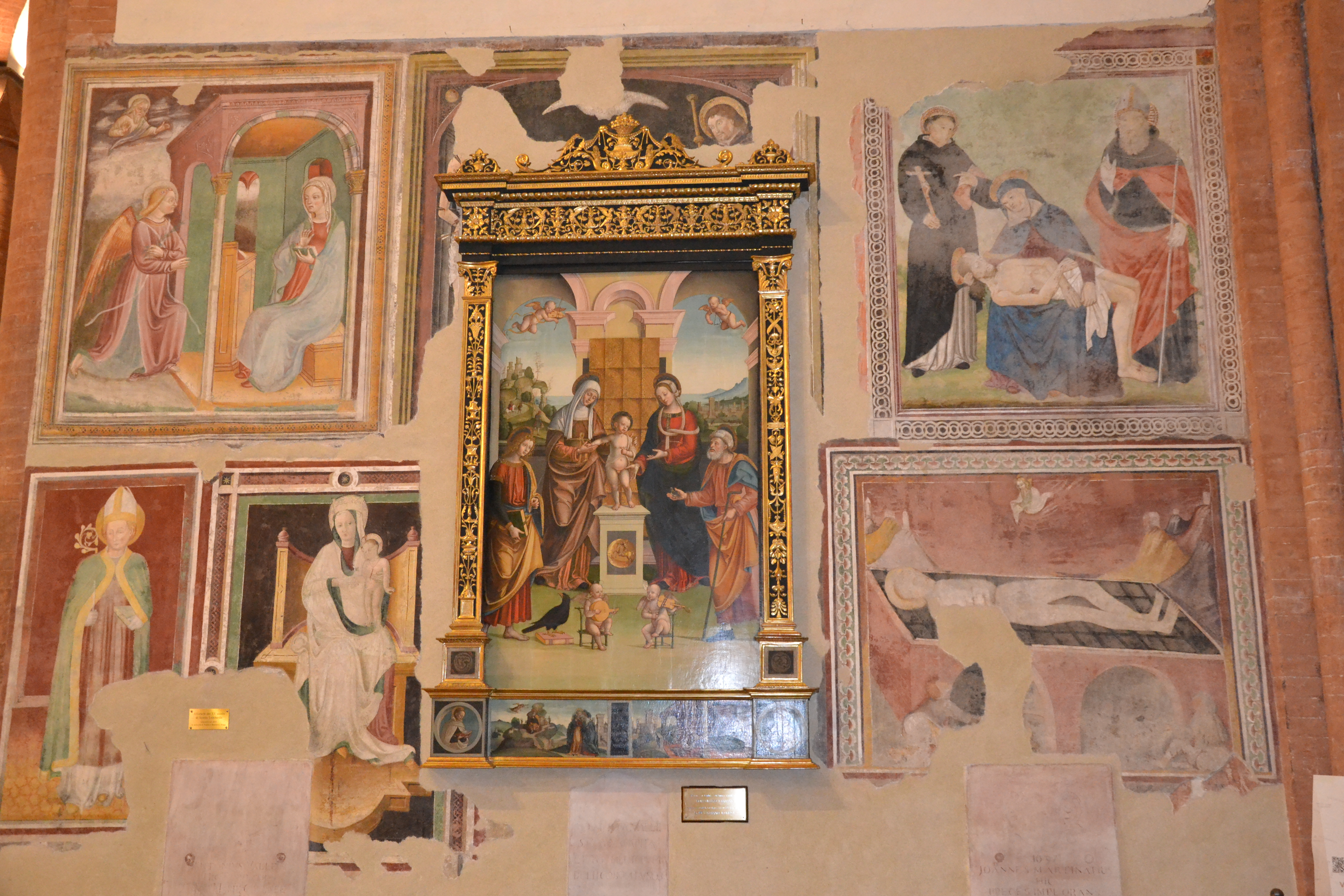
Votivfresken, die zwischen 1410 und 1440 von Schülern von Michelino da Besozzo und einem Altarbild von Bernardino Lanzani, 1515 realisiert wurden.
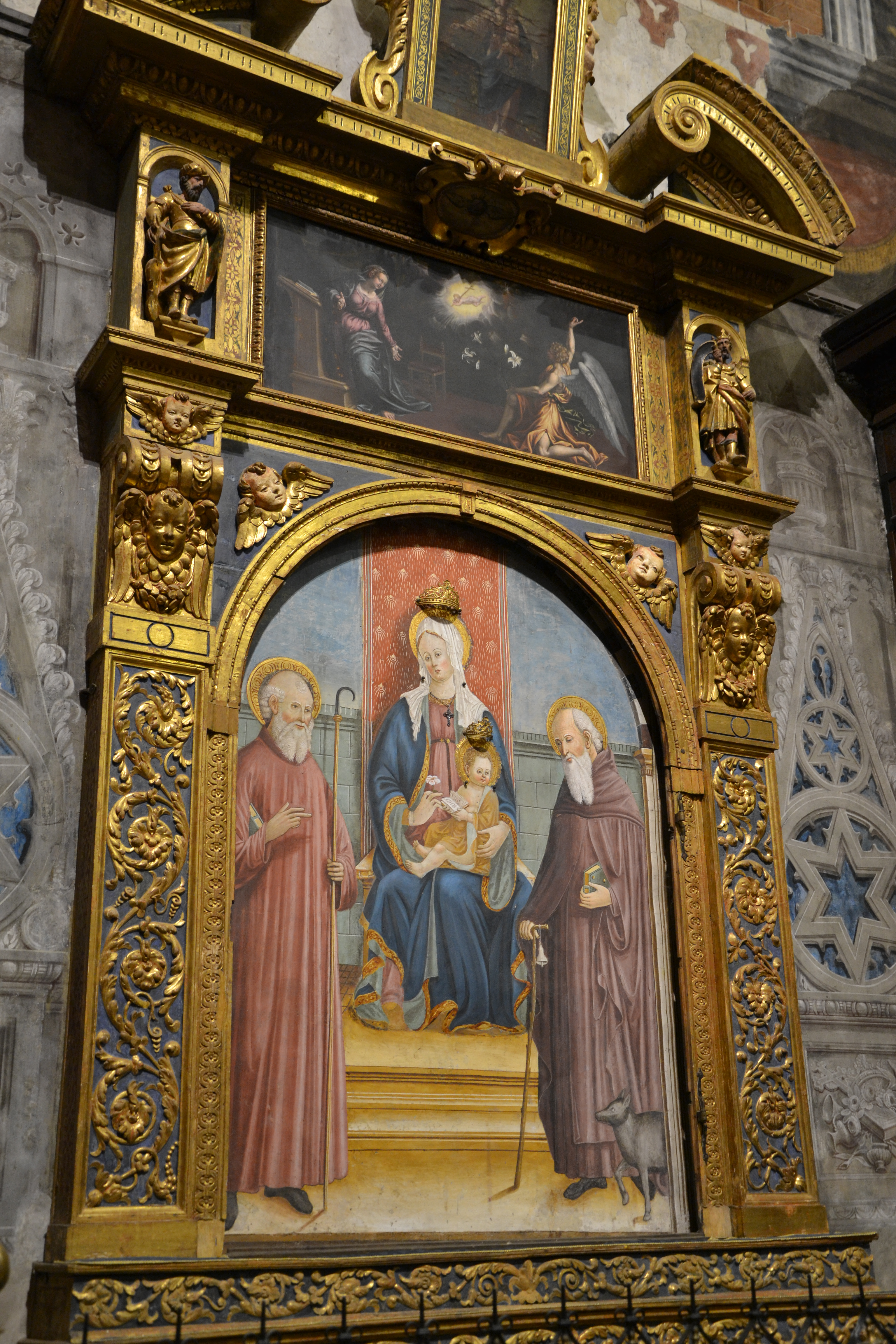
Maria zwischen den Heiligen Julius von Novara und Antonius der Große, Zweite Hälfte des 15. Jahrhunderts.
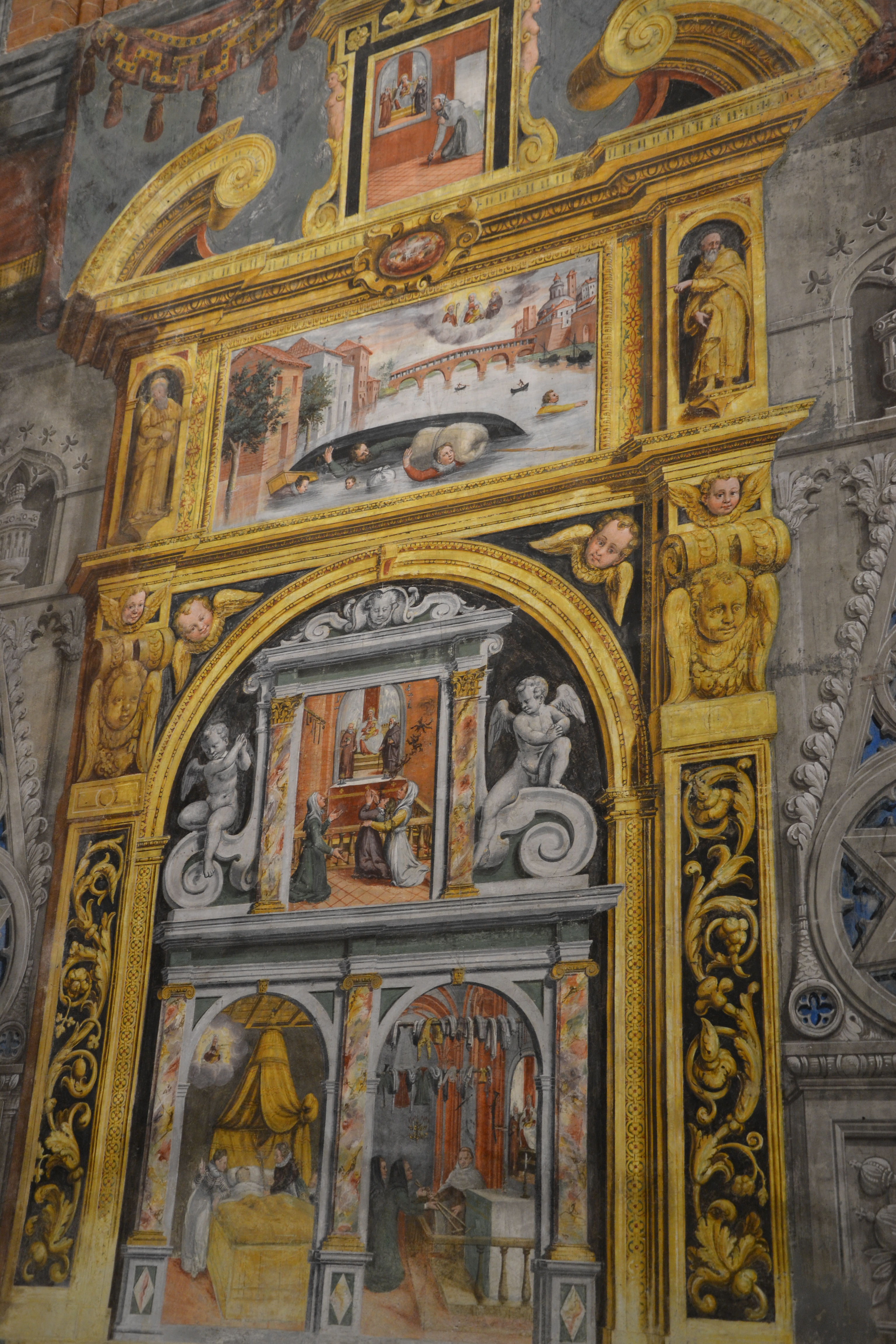
Votivfresko auf dem Gegenschlag, zweite Hälfte des 16. Jahrhunderts.
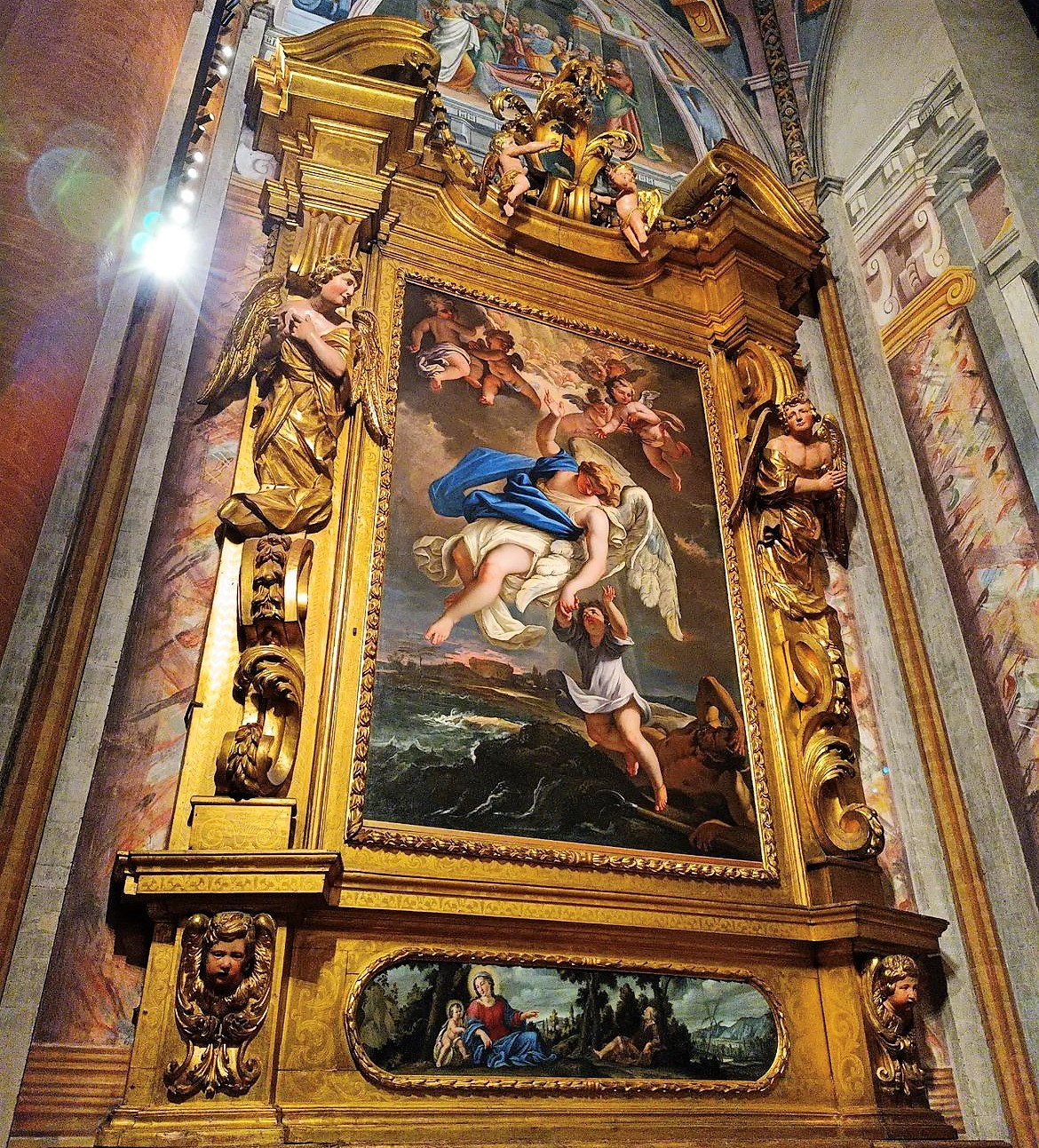
Sebastiano Ricci, Den Schutzengel, 1694.